# Leschenaultia bessi
Leschenaultia bessi là một loài ruồi trong họ Tachinidae.